# عطرشیشه
عطرشیشه (به انگلیسی: Atter Shisha) یک شهرک در پاکستان است که در ناحیه مانسهره واقع شده‌است.